# AutoRäderReifen - Gummibereifung
AutoRäderReifen - Gummibereifung ist eine deutschsprachige Kfz-Fachzeitschrift, die über aktuelle Entwicklungen der Reifen-, Räder- und Zubehörbranche berichtet. Sie wird von der Schlütersche Verlagsgesellschaft mbH & Co. KG monatlich herausgegeben.

## Inhalt
Der Inhalt der Reifenzeitung „AutoRäderReifen - Gummibereifung“ richtet sich an Leser aus dem Reifenfachhandel, Großhandel, der Reifenindustrie, Autohäusern sowie Werkstätten. Die Fachzeitschrift liefert Hintergrundwissen und Informationen zu Produktneuheiten, Trends, Technologien und Rechtsvorschriften in der Reifen- und Räderindustrie. Die Themen umfassen Bereiche, wie Felgen, Tuning und Zubehör, IT-Lösungen und E-Commerce, sowie Runderneuerung, Entsorgung und Kfz-Service.

## Reichweite
Ca. 7 % der verbreiteten Auflage geht ins Ausland.

## Beilagen
Dem Fachmagazin liegen im Vorfeld der Umbereifungszeit in der März- und September-Ausgabe Supplements bei, die einen ausführlichen Überblick über Pkw-Reifenprofile bietet. In der Oktober-Ausgabe wird ein Supplement zu Lkw-Reifen produziert.